# Bedotia tricolor
Bedotia tricolor је зракоперка из реда Atheriniformes и фамилије Bedotiidae.

## Угроженост
Ова врста је крајње угрожена и у великој опасности од изумирања.

## Распрострањење
Ареал врсте је ограничен на једну државу. 
Мадагаскар је једино познато природно станиште врсте.

## Станиште
Станишта врсте су слатководна подручја. 
Врста Bedotia tricolor је присутна на подручју острва Мадагаскар.